# Ectodrelanva
Ectodrelanva is een geslacht van rechtvleugeligen uit de familie krekels (Gryllidae). De wetenschappelijke naam van dit geslacht is voor het eerst geldig gepubliceerd in 1999 door Gorochov.

## Soorten
Het geslacht Ectodrelanva omvat de volgende soorten:
- Ectodrelanva marginalis Gorochov, 1999
- Ectodrelanva paramarginalis Gorochov, 1999